# Festa di sant'Andrea (Pescara)
La festa di sant'Andrea è la tradizionale festa con la quale la marineria di Pescara celebra il proprio santo protettore, sant'Andrea apostolo. La tradizione risale al 1867, quando a Castellammare Adriatico, nella zona del borgo dei pescatori, nei pressi del porto e del fiume, fu costruita una chiesa dedicata a sant'Andrea apostolo.

## La processione in mare

La parrocchia di sant'Andrea

Alle nove della mattina dell'ultima domenica di luglio si celebra una messa dedicata al santo nella parrocchia di sant'Andrea. Dopo la celebrazione della funzione, la statua del santo viene fatta uscire dalla chiesa e viene accompagnata da un corteo che si avvia verso il porto, dove l'imbarcazione sorteggiata come ammiraglia caricherà e porterà in processione la statua del santo. La processione avanza costeggiando la spiaggia e arriva fino all'altezza di Montesilvano, dove viene gettata una corona d'alloro per ricordare i caduti in mare.